# Romanée-Conti

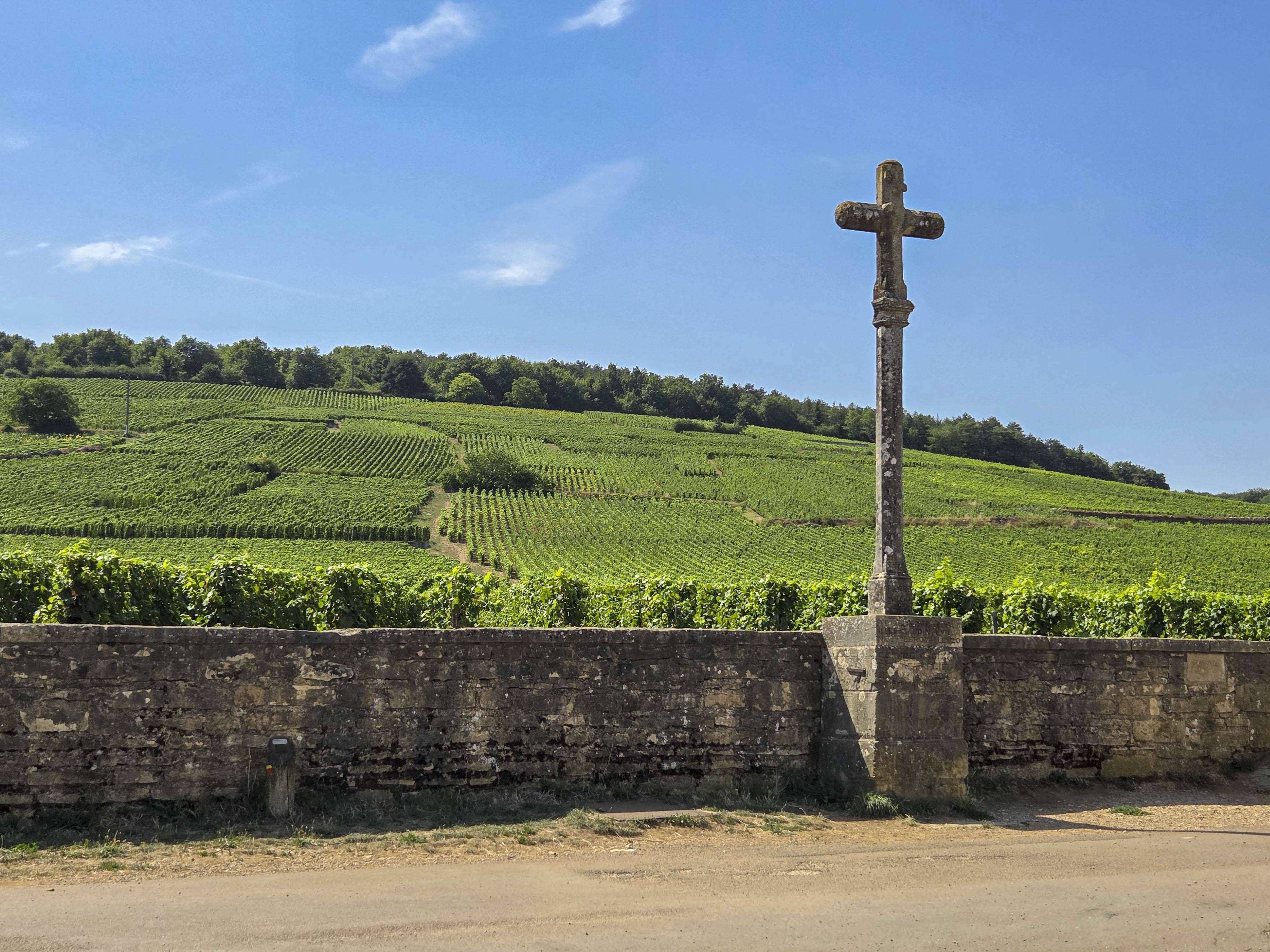
Vinhedos da Domaine Romanée-Conti

O Romanée-Conti é um vinho francês produzido em Vosne-Romanée, na Côte de Nuits, Leste da França.   Ele é classificado como "Grand Cru"  e é considerado o maior vinho da Borgonha e um dos melhores da França, reverenciado por enólogos e enófilos de todo o mundo.
O Conti é feito exclusivamente com uvas pinot noir resultando num vinho elegante, com aromas e sabores florais, manteiga, frutas vermelhas, terra e animal.  Ele se distingue dos outros terroirs na mesma região pela sua coloração rubi, sabor aveludado e aromas que encantam. É um vinho de guarda que exige maturação entre 6 e 12 anos quando atinge seu ápice.
Todos os vinhos produzidos pela Domaine de La Romanée-Conti são grands crus tratados com a mesma atenção. A colheita é tardia, para que a maturação das uvas seja perfeita e a fermentação dura um mês, com temperatura controlada sempre abaixo de 33 °C. Depois disso, o vinho envelhece por cerca de 18 meses em barris de carvalho francês novo.

## Historia e geografia
O terroir, com 1,8 hectares de solo calcário com altitude, inclinação e drenagem perfeitos, está localizado na região também conhecida como "rota dos Grand Crus" e produz unicamente uvas do tipo "pinot noir".
Os vinhedos remontam do século XV plantados pelos monges de Saint-Vivant. O nome vem do príncipe Louis François de Bourbon-Conti que o comprou em 1760. No entanto, a denominação Romanée-Conti só surgiu em 1794. Hoje a propriedade pertente às famílias de Villaine e de Leroy, que também produzem outros excelentes grands crus na Borgonha.
Atualmente a Domaine de la Romanée-Conti (DRC) é dirigida por Aubert de Villaine.
Em 1945, as vinhas foram atacadas pelo inseto "phylloxera" (Daktulosphaira vitifoliae) que dizimou as plantações e obrigou o replantio. Por essa razão, não foram produzidos vinhos entre os anos de 1946 e 1951.

## Grands Crus de Vosne-Romanée
- Romanée-Conti
- La Tâche
- Richebourg
- La Romanée
- Romanée-Saint-Vivant
- La Grande Rue
- Echezeaux
- Grand Echezeaux

Produção
| Vinho                | Uva        | Área de cultivo | Produção média anual |
| -------------------- | ---------- | --------------- | -------------------- |
| La Romanée-Conti     | Pinot noir | 1,8 ha          | 450 caixas           |
| La Tâche             | Pinot noir | 6,06 ha         | 1.870 caixas         |
| Le Richebourg        | Pinot noir | 3,51 ha         | 1.000 caixas         |
| Romanée Saint Vivant | Pinot noir | 5,28 ha         | 1.500 caixas         |
| Grand Echézeaux      | Pinot noir | 3,52 ha         | 1.150 caixas         |
| Echézeaux            | Pinot noir | 4,67 ha         | 1.340 caixas         |
| Le Montrachet        | Chardonnay | 0,67 ha         | 250 caixas           |

## Curiosidades

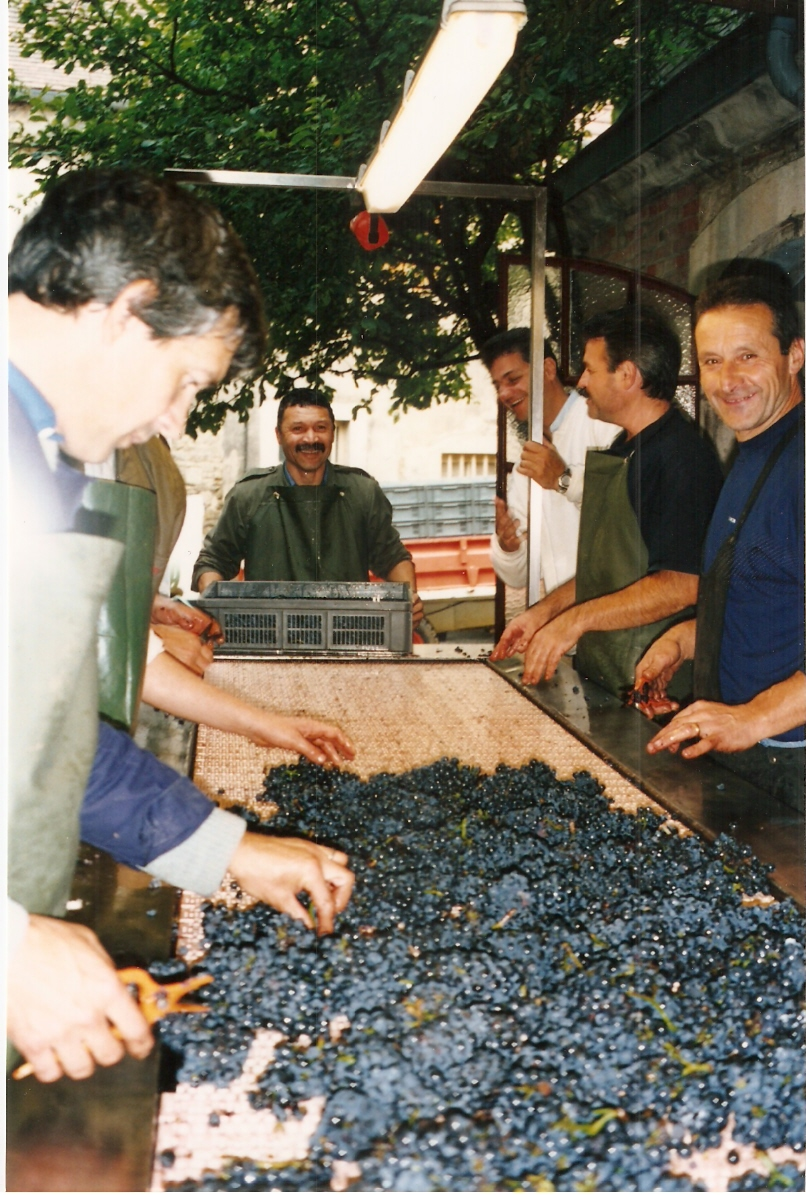
Seleção de uvas na Domaine Romanée-Conti

- Apenas 6.000 garrafas de Romanée-Conti são produzidas por ano.[1] Particularmente, esse vinho não é vendido como os demais - em unidades, dúzias ou caixas - e sim através de um "assortiment", ou seja, uma seleção de 12 vinhos em que apenas UM é o Romanée-Conti.  Nem por isso as demais onze garrafas são menos espetaculares pois são todas grands crus produzidos na Côte de Beaune e Côte de Nuits, na mesma região e pela mesma Domaine.   O preço do "assortiment" varia bastante mas nunca fica abaixo de US$ 6.000,00.   No ano 2000, em Nova Iorque, seis garrafas magnum do Conti 1985 foram vendidas por 134.315 €.

- As uvas viníferas, particularmente as do tipo pinot noir, começam a fermentar no momento em que as cascas se rompem.  Por essa razão o transporte das uvas do terroir para a prensagem é feito em pequenas caixas com a altura equivalente a um cacho de uva para que elas não se amassem - muito diferente da maioria dos viticultores, que dispensam grandes cuidados com o transporte. A partir daí as uvas são colocadas sobre uma esteira (foto), onde os coletores descartam as uvas ou cachos que não atendam a este primeiro controle de qualidade. Somente as melhores uvas irão para a prensagem que será chamada de "mosto".
- Os terroirs da região da Côte-d'Or são separados por pequenas muretas de pedra com cerca de 50 cm de altura (foto).  Apesar de vizinhos, os terroirs produzem vinhos bastante diferentes.
- O Romanée-Conti é considerado um mito entre os vinhos franceses.
- Os melhores barris de carvalho são produzidos na França, com árvores francesas.